# St. Petri (Hänigsen)

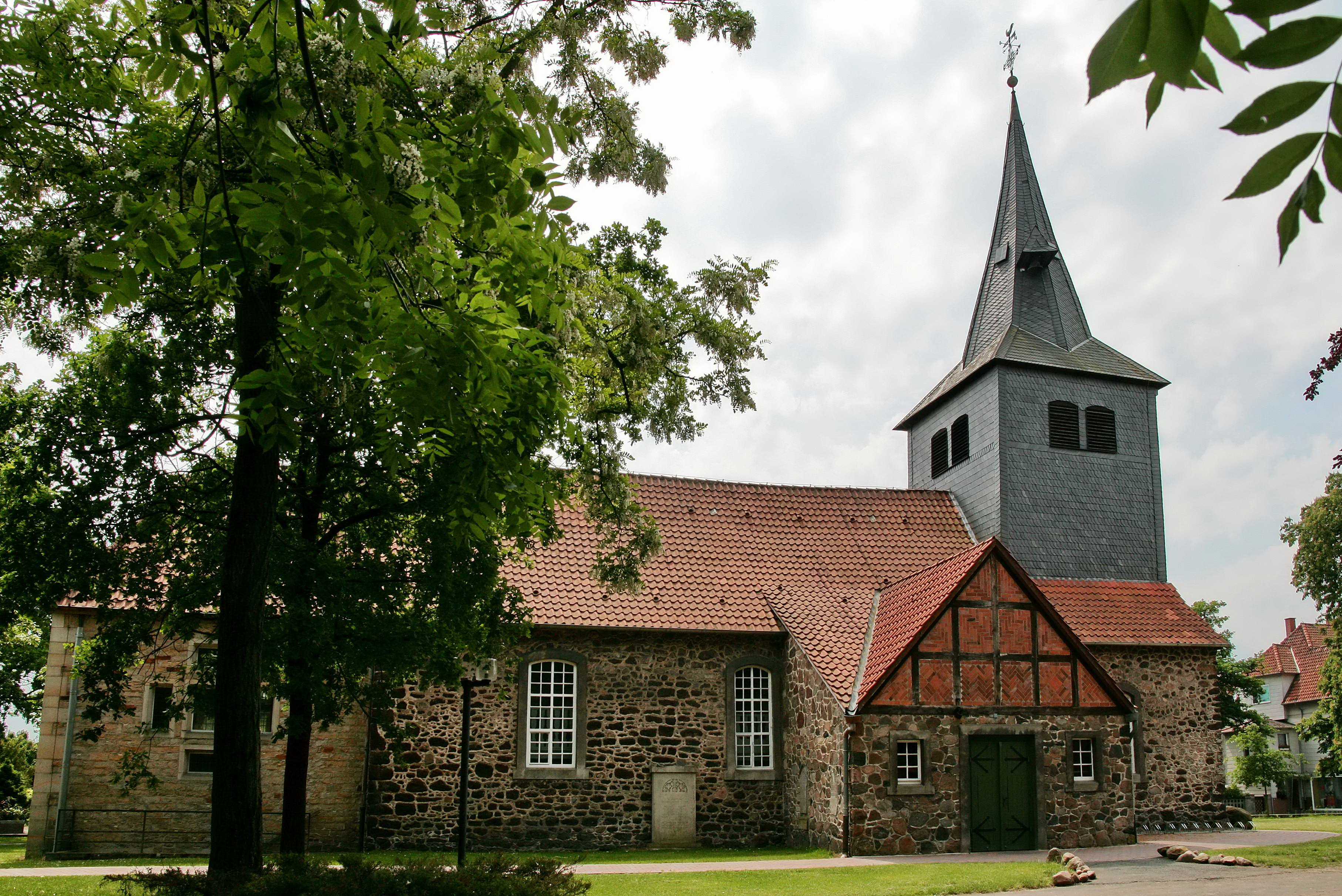
St. Petri

Die evangelisch-lutherische, denkmalgeschützte Kirche St. Petri steht in Hänigsen, einem Ortsteil der Gemeinde Uetze in der Region Hannover von Niedersachsen.
Die Kirchengemeinde Hänigsen-Obershagen gehört zum Kirchenkreis Burgdorf im Sprengel Hannover der Evangelisch-lutherischen Landeskirche Hannovers.

## Geschichte
Die Kirche ist erstmals in einem Lehnbuch von 1278/80 erwähnt. Ferner sind Rechnungen im Kirchenbuch von 1555 über die Anschaffung einer Kanzel erhalten. Um 1475 wurde das Kirchenschiff erbaut. 1583 sind erstmals die Vorhallen an der Nord- und der Südseite erwähnt. Ein Brand zerstörte 1647 große Teile des Dorfes und von der Kirche blieben lediglich die Außenmauern stehen. 1659 konnte das Gebäude wiederhergestellt werden. 1685 und 1687 wurden die Außenmauern erhöht und flachbogige Fenster eingebaut. Das Kirchenschiff wurde nach Westen verlängert und der Dachturm aus Holzfachwerk auf dem Satteldach errichtet. Noch 1669 wird ein einzeln stehender Glockenturm erwähnt. 1927 wurde die Kirche im Innern renoviert, und in der nördlichen Vorhalle eine Treppe zur Empore eingebaut.  Aus der Zeit stammt auch der Treppenaufgang im nördlichen Vorbau. 1964 wurde die Kirche nach Osten um einen neuen, sieben Meter langen Chor erweitert. Dabei wurde die alte Chorwand aus Bruchsteinen entfernt, auch die Ostempore mit Orgel und die zweistöckige Prieche an der Nordwand verschwanden dabei. Gleichzeitig wurde die Kirche außen und innen renoviert. Dabei wurde wenig Rücksicht auf die vorhandene Bemalung genommen. Eine erneute Renovierung fand im Jahr 2007 statt.

## Beschreibung
Das Langhaus der Saalkirche wurde aus Raseneisenstein errichtet. Die oberen Geschosse des Dachturms sind schiefergedeckt. Sein Helm hat einen flachen, rechteckigen Ansatz, der mit einem achteckigen steilen Zeltdach mit einer Schlagglocke nach Norden bedeckt ist. Das oberste Geschoss hat Klangarkaden, hinter denen sich der Glockenstuhl befindet. In ihm hängen vier Kirchenglocken, eine ist von 1649, eine von 1787, die beiden anderen hat 1969 Friedrich Wilhelm Schilling gegossen, diese ersetzten eine nach dem Zweiten Weltkrieg gegossene Eisenglocke. Seit 1886 befindet sich eine mechanische Uhr im Kirchturm.
Die Anbauten im Süden und im Norden sind aus Feldsteinen errichtet. Ihre Giebel sind aus Fachwerk, das mit Backsteinen ausgefacht ist. Der rechteckige, mit einem Satteldach bedeckte Chor wurde aus Backsteinen gebaut. Der Innenraum ist mit einem hölzernen flachen Tonnengewölbe überspannt, der Chorraum hat eine Flachdecke. An der Nord- und an der Westseite wurden im 17. Jahrhundert hölzerne Emporen aufgebaut.

## Ausstattung
Zur Kirchenausstattung gehört ein Altarretabel, das aus dem Schrein eines spätgotischen Flügelaltars stammt, der 1663 weitgehend umgestaltet wurde. Es wurde mit geschnitztem Knorpelwerk dekoriert. Die Figuren einer Kreuzigung wurden seitlich um je drei Figuren von Aposteln bereichert, die eventuell von den fehlenden Flügeln des Altars oder anderen Altären stammen. Links die Apostel Paulus, Philippus und Bartholomäus, rechts Matthias, Johannes und Andreas. Die Predella enthält ein Bild über das Abendmahl zwischen Hermen. 1976 wurden rechts und links vom Altar noch große aus Pinienholz neu geschnitzte Figuren der Apostel Petrus mit Schlüssel und Paulus mit Schwert angebracht.
Der steinerne Taufstein wurde 1590 erworben. Es ist mit Akanthusblättern, Beschlagwerk sowie vergoldeten Köpfen von Putti dekoriert. Im oberen Teil findet sich eine umlaufende Schrift: GODT MAKET VNS SALISCH DORCH DAT BADT DER WEDERGEBORDT. 1722 nahm ein Taufengel mit muschelförmiger Taufschale seinen Platz ein. Der Taufstein wurde aus der Kirche entfernt, im Pfarrgarten blieb er aber erhalten und wurde 1964 wieder in der Kirche aufgestellt. Der Taufengel, der durch ein Seil herabgelassen wurde, wurde 1816 aus der Kirche entfernt. In den 1950er Jahren wurde er an einer Eisenstange im Altarraum aufgehängt, 1964 aber wieder entfernt. Lange Jahre wurde er in der Heimatstube aufbewahrt. Er befindet sich seit 2004 wieder in der Kirche.
Die Kanzel, 1700 geschnitzt und 1723 bemalt, ist mit geschnitztem und gemaltem Bandelwerk versehen. Die farbige Ausmalung war später weiß übermalt worden, 1928 wurde der Zustand von 1723 wiederhergestellt. diese Kanzel ersetzte eine bereits 1555 vorhandene.
Seit 1927 hing ein hölzerner Leuchter mit aufgesetzter Petrusfigur vom Burgdorfer Bildhauer Georg Hildebrand links vorne im Altarraum. Dieser ging bei der Kirchenrenovierung 1964 zu Bruch, nur die Petrusfigur blieb erhalten. Nach alter Vorlage wurde 1997 ein neuer Leuchter angefertigt und zunächst im Altarraum, 2007 im Westen vor der Orgelempore aufgehängt.
1852 wurde eine gebrauchte Orgel erworben. Sie wurde 1925 durch eine neue Orgel der Firma Faber & Greve ersetzt, die auf der heute nicht mehr vorhandenen Ostempore hinter dem Altar stand. Sie wurde 1964 abgebaut. 1967 erfolgte ein Neubau im Westen der Kirche mit 14 Registern, verteilt auf zwei Manuale und ein Pedal, durch Emil Hammer Orgelbau. Zwei Register wurden 1975 von den Gebrüdern Hillebrand ergänzt. Die Disposition wurde 2011/12 von ihnen geändert.